# Попов, Николай Сергеевич
Никола́й Серге́евич Попо́в (14 декабря 1931, Усть-Лабинск — 3 февраля 2008, Сестрорецк, Санкт-Петербург) — генеральный конструктор ОАО «Специальное конструкторское бюро транспортного машиностроения» (КБ «Спецмаш»), создатель танка Т-80. Герой Социалистического Труда. Лауреат Ленинской премии.

## Биография
Николай Сергеевич Попов родился в станице Усть-Лабинская Северо-Кавказского края. Русский.
Окончил семилетнюю школу, учился в Краснодаре в спецшколе ВВС. В 1950 году поступил в Харьковский политехнический институт и окончил его с отличием в 1955 году.
С 1955 года Николай Попов работал в танковом конструкторском бюро Кировского завода в Ленинграде.
В 1968 году он был назначен начальником и главным конструктором КБ, а с 1972 года становится генеральным конструктором СКБ «Трансмаш» производственного объединения «Кировский завод». В 1976 году под его руководством был создан танк Т-80.
Член Центральной ревизионной комиссии КПСС (1976—1981). Член ЦК КПСС (1981—1990).
Умер 4 февраля 2008 года. Похоронен на кладбище в городе Сестрорецке.

## Разработки
- танк Т-80,
- танк Т-80У,
- 203-мм гусеничное самоходное орудие «Пион»,
- унифицированное гусеничное шасси для ЗРК С-300В,
- дорожные и траншейные машины для инженерных войск,
- сельскохозяйственный трактор К-701 и его модификаций промышленного назначения,
- семейство дорожно-строительных машин,
- комплекс машин для лесозаготовительной отрасли,
- подъёмные установки для ремонта нефтяных и газовых скважин.

## Награды
- Герой Социалистического Труда.
- Орден «За заслуги перед Отечеством» IV степени (22 октября 1996) — за заслуги перед государством, большой вклад в развитие отечественного машиностроения и многолетний добросовестный труд на предприятиях и в организациях танкостроительной промышленности[3].
- Орден Ленина.
- Орден Октябрьской Революции.
- Орден Трудового Красного Знамени.
- Государственная премия Российской Федерации 1993 года в области науки и техники (8 июня 1993) за разработку комплекса новых технических решений танка Т-80У и внедрение его в серийное производство[4].
- Ленинская премия.
- Государственная премия СССР.